# Great Glen forkastningen
Great Glen forkastningen, er en 100 km lang forkastningszone der skærer igennem det skotske højland, fra Inverness i nordvest højlandet til Fort William mod sydøst. Forkastningen danner en lang dal, der kaldes den store dal (The Great Glen). Det meste af dalen er fyldt med vand, i lange søer, kaldet Lochs, mest kendt er Loch Ness. Forkastningen producerer oftest kun meget små jordskælv, men nok til at det skal tages i betragtningen i bygninger.
| Geologi | Spire Denne artikel om geologi er en spire som bør udbygges. Du er velkommen til at hjælpe Wikipedia ved at udvide den. |

57°18′N 4°27′V / 57.3°N 4.45°V